# 한국계 오스트레일리아인
한국계 오스트레일리아인 또는 한국계 호주인(韓國系濠洲人, 영어: Korean Australian)은 오스트레일리아(호주)에 거주하는 한국계인들을 지칭한다. 2006년의 오스트레일리아 인구 센서스 통계에 따르면 54,600명의 한국계 오스트레일리아인이 있다고 알려져 있다. 그 중 대다수인 52,763명이 대한민국에서 출생했다고 답했다. 아울러, 75%는 1990년대 이후에 이주해 왔고, 오스트레일리아 시민권 취득률은 38% 정도이다. 다른 외국계 오스트레일리아인들과는 달리, 반 이상인 약 63%가 뉴사우스웨일스주에 집중적으로 거주하고 있다.

## 같이 보기
- 오스트레일리아인
- 한국계 미국인
- 한국계 뉴질랜드인
- 고려인
- 한국계 일본인
- 사할린 한민족
- 재외동포